# Taku (Stadt)
Taku (jap. 多久市, -shi) ist eine Stadt der Präfektur Saga auf der Insel Kyūshū in Japan.

## Geographie
Taku liegt westlich von Fukuoka und Saga.

## Geschichte
Taku wurde am 1. Mai 1954 durch Zusammenlegung mehrerer Dörfer gegründet.

## Kultur
Das bedeutendste historische Erbe der Stadt ist der vom Lehnsherren Taku Shigefumi (1669–1711) im Jahre 1708 erbaute Konfuzius-Tempel, Taku Seibyō (多久聖廟) genannt. Dies ist der älteste erhaltene konfuzianische Tempel des Landes, der heute als Wichtiges Kulturgut Japans geschützt wird.

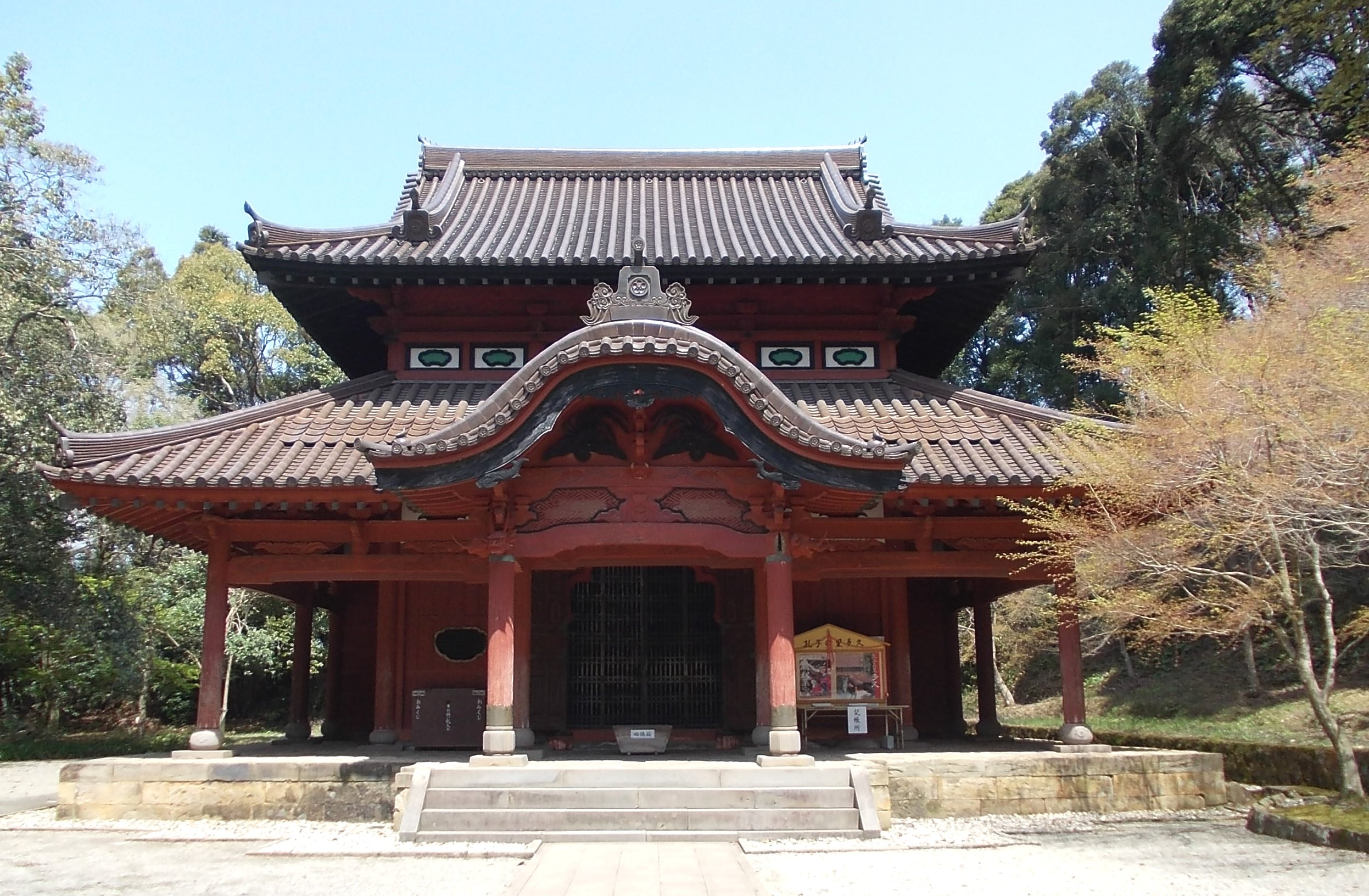
Konfuzius-Tempel (Taku Seibyō)

## Verkehr
- Straßen:
  - Nagasaki-Autobahn
  - Nationalstraße 203
- Eisenbahn:
  - JR Karatsu-Linie: nach Saga und Karatsu

## Söhne und Töchter der Stadt
- Machiko Hasegawa (1920–1992), Mangaka

## Angrenzende Städte und Gemeinden

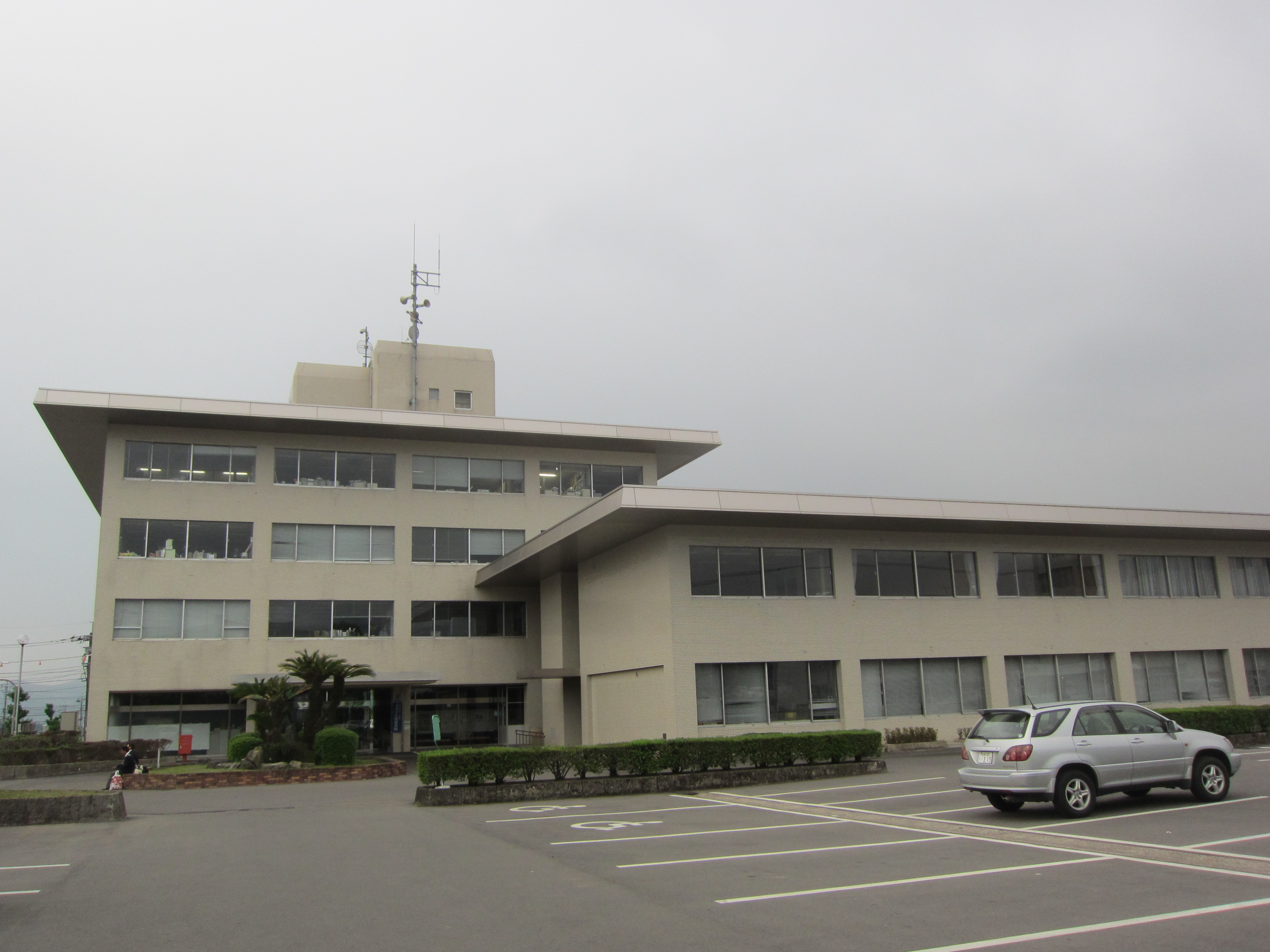
Rathaus von Taku

- Saga
- Karatsu
- Imari
- Ogi
- Takeo
- Kōhoku
- Ōmachi